# Серцеві глікозиди

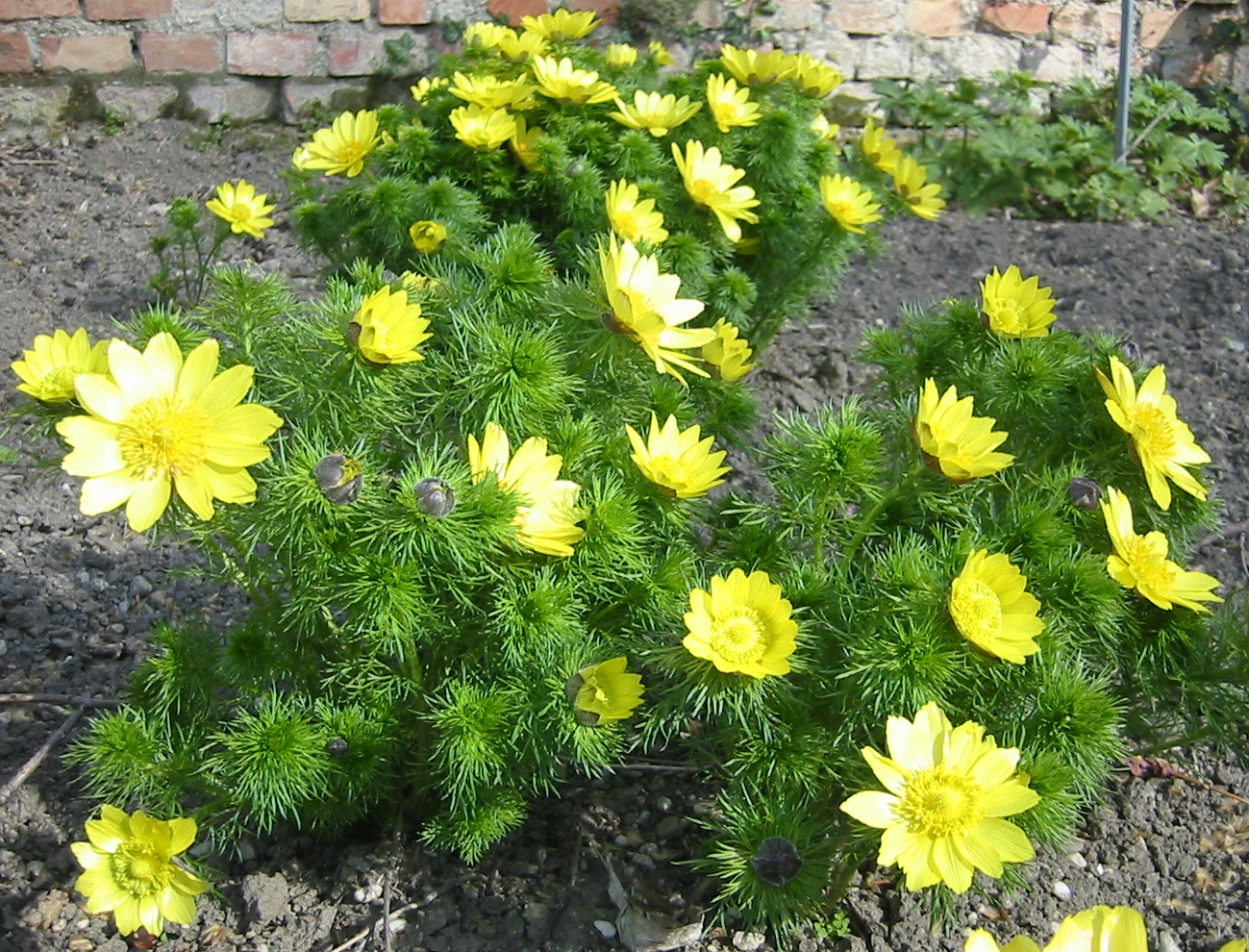
Горицвіт (Adonis vernalis) є сировиною для отримання глікозидів.

Серцеві глікозиди — група лікарських засобів рослинного походження, які чинять вплив на сердечно-судинну систему. Раніше надзвичайно широко використовувались в кардіології, однак з розвитком фармакології були витіснені сучасними безпечнішими препаратами. На сьогоднішній день показами для використання глікозидів є хронічна серцева недостатність та тахосистоличний варіант фібриляції передсердь.

## Хімічна будова

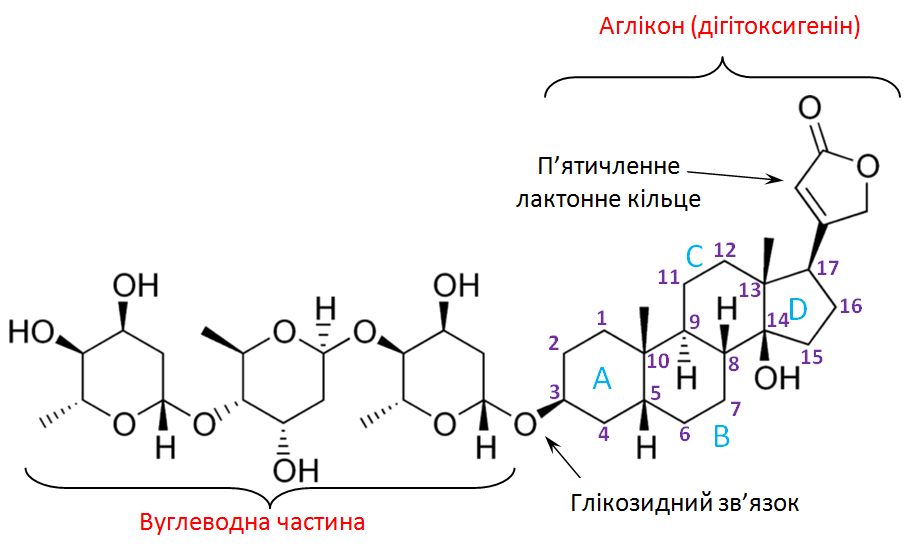
Схема будови серцевого глікозиду на прикладі дигітоксину із наперстянки пурпурової

Серцеві глікозиди, як і будь-які глікозиди, складаються із двох частин — вуглеводної (глікону) та аглікону стероїдної будови, глікозилювання (приєднання глікону до аглікону) відбувається по гідроксилу у третьому положенні аглікону. Глікон може містити від однієї до трьох моносахаридних ланок. Залежно від будови глікона серцеві глікозиди поділяють на первинні та вторинні, які утворюються при ферментативному відщепленні деяких залишків вуглеводів від первинних.
Аглікони серцевих глікозидів скелету циклопентанпергідрофенантрену, кільця A/B і C/D знаходяться у цис-положенні, В/С — у транс. У 17-му положенні до стероїдної системи приєднане ненасичене лактонне кільце, залежно від його будови серцеві глікозиди поділяють на дві групи:
- Карденоліни — строфантин із різних видів строфанта (Strophantus), дигітоксин і дигоксин із наперстянки пурпурової (Digitalis purpurea), уабаїн із Strophanthus gratus та Acokanthera ouabaio, останній широко використовується у нейрофізіологічних дослідженнях.
- Буфадієноліди — сціларен А із морської цибулі Scilla maritima, що використовується для лікування серцевих і ниркових захворювань.[2]

## Фізично-хімічні властивості
Безбарвні або білі кристалічні речовини, без запаху, гіркі на смак, оптично активні, мають температуру плавлення (100—270 °C), флюоресціюють в ультрафіолетовому освітленні. Мало розчинні у воді, добре розчинні у водних розчинах метилового та етилового спиртів. Схильні до гідролізу. Фуранозиди гідролізують швидше ніж піранозиди.

## Класифікація
За характером бічного ланцюга С17 поділяються на:
- карденоліди (група наперстянки, строфанту) — мають у С17 ненасичене лактонне кільце
- буфадієноліди (група борозника, луківки) — мають у С17 шестичленне ненасичене кільце з двома подвійними зв'язками

За конфігурацією:
- Ряд холестану (узаригенін)
- Ряд копростану (дигітоксигенін)

За походженням, препарати групи:
- наперстянки (Digitalis): пурпурової (purpurea) — дигітоксин (кардитоксин, дигіфтон, кардигін), кордигіт; шерстистої (lanata) — дигоксин (лат. Digoxinum) (диланацин, ланікор, ланоксин), целанід (ізоланід, ланатозид С), медилазид (бемекор, ланітоп), лантозид лат. Lantosidum;
- строфанту (Strophanthus): Strophanthus Kombe — строфантин-К (лат. Strophanthinum K); Strophanthus gratus — строфантин-G (уабаїн, строфантин-Г);
- конвалії травневої (Convallaria majalis) — корглікон (лат. Corgliconum), настоянка конвалії(лат. Tinctura Convallariae);
- горицвіту весняного (Adonis vernalis) — настій трави горицвіту(лат. Tinctura Herba Adonis vernalis), адонізид(лат. Adonisidum), кардіофіт; Кордіазид (лат. Cordiasidum)
- жовтушника (Erysimum) — ерихрозид, кардіовален;
- морської цибулі (Scillamarina) — кліфт.[3]
- Препарати наперстянки: Лист наперстянки (лат. Folium Digitalis)
- Препарати конвалії: Трава конвалії травневої (лат. Herba Convallariae)

## Розповсюдження у природі
Серцеві гілкозиди містяться багатьох рослинах, розповсюджених по всьому світу: в жовтецевих (Ranunculaceae), ранникових (Scrophulariaceae), барвінкових (Apocynaceae), лілійних(Liliaceae), шовковицевих (Moraceae) та інших. Найчастіше серцеві глікозиди добувають із таких рослин як
- наперстянка (рід Digitalis) — дигоксин та дигітоксин;
- строфант (Strophanthus) — к-строфантин, е-строфантин, g-строфантин;
- горицвіт (Adonis vernalis) — адонідин;
- акокантера (Acokanthera oblongifolia) та строфант — уабаїн.

Також деякі серцеві глікозиди синтезуються в тілі тварин, наприклад буфадієнолід марінобуфагенін виробляється у шкірних залозах аги (Bufo marinus)
| Приклади серцевих глікозидів та рослин, у яких вони містяться | Приклади серцевих глікозидів та рослин, у яких вони містяться | Приклади серцевих глікозидів та рослин, у яких вони містяться | Приклади серцевих глікозидів та рослин, у яких вони містяться |
| ------------------------------------------------------------- | ------------------------------------------------------------- | ------------------------------------------------------------- | ------------------------------------------------------------- |
| Рослини, що містять серцеві глікозиди                         |                                                               |                                                               |                                                               |
| Формули відповідних серцевих глікозидів                       |                                                               |                                                               |                                                               |

## Дія на людський організм
- Позитивна інотропна дія (посилення серцевих скорочень)
- Негативна хронотропна дія (сповільнення частоти серцевих скорочень)
- Негативна дромотропна дія (зменшення серцевої провідності)
- Позитивна батмотропна дія (підвищення збудливості провідної системи серця, крім синусового вузла)[джерело?]

## Молекулярний механізм дії

Схема будови Na^{+}-K^{+}-АТФази — молекулярної мішені дії серцевих глікозидів

Молекулярний механізм дії серцевих глікозидів полягає у тому, що вони специфічно пригнічують діяльність Na+/K+-АТФази. Na+/K+-АТФаза — це трансмембранний транспортний білок, що забезпечує підтримання низького вмісту іонів Na+ та високого вмісту іонів K+ у клітині, для цього він використовує енергію гідролізу АТФ. Таке співвідношення іонів Na+/K+ необхідне для регуляції осмотичного тиску, підтримання вторинного активного транспорту, а також підтримання трансмембранного потенціалу збудливих клітин, що необхідний для передачі нервових імпульсів та скорочення м'язів. Na+/K+-АТФаза складається із двох регуляторних β- та двох ензиматичних α-субодиниць. Останні містять домени зв'язування Na+ та серцевих глікозидів із сторони повернутої назовні клітини та домени зв'язування К+ та АТФ, повернуті всередину клітини. Приєднуючись до α-субодиниці Na+/K+-насосу серцеві глікозиди викликають її конформаційну зміну, внаслідок якої транспортер втрачає активність. Якщо Na+/K+-АТФаза не працює, це призводить до збільшення внутрішньоклітинного вмісту іонів Na+. А це у свою чергу призводить до зміни у роботі Na+/Са2+ обмінника — транспортної системи, що викачує іони Са2+ за механізмом вторинного активного транспорту: ці іони, рухаючись проти градієнту концентрації, обмінюються на іони Na+, що рухаються за градієнтом концентрації. Таким чином накопичення натрію всередині клітини призводить до зібльшення концентрації кальцію. Останній іон необхідний для скорочення м'язів, коли його вміст в кардіоміоцитах зростає до певного рівня серцеві скорочення стають сильнішими, подальше зростання вмісту кальцію призводить до зупинки серця у систолі.

## Найбільш вживані препарати
- Дигоксин
- Строфантин
- Дигітоксин
- Корглікон
- Целанід
- Конваллятоксин
- Периплоцин[en] (лат. Periplocinum)
- Церберин[en]
- Антиарин[en]

## Серцеві глікозиди у ветеринарії
Складні органічні сполуки, що проявляють вибіркову дію на серце, виділяють у групу серцевих глікозидів. Кардіотонічну дію проявляє глікон, аглікон діє в 5-10 раз слабше.
Серцеві глікозиди вибірково діють на міокард і збільшують силу його скорочень, продовжують діастолу, сповільнюють швидкість проходження імпульсів по провідній системі серця, і сповільнюють частоту пульсу. При захворюваннях серця порушується гліколіз і використання глікогену, збільшується утворення молочної кислоти в міокарді, зростають витрати кисню і знижується коефіцієнт корисної дії серцевого м'яза. Для поліпшення постачання тканин киснем хворе серце збільшує частоту скорочень, внаслідок чого збільшується навантаження на серцевий м'яз, зростають витрати енергії, поглиблюється декомпенсація.
Фармакологічна активність серцевих глікозидів проявляється систолічним ефектом — збільшенням сили та швидкості скорочень міокарда, зменшенням тривалості систоли, що сприяє покращенню швидкості кровотоку і підвищує артеріальний тиск.
Діастолічний ефект проявляється сповільненням частоти скорочень серця, продовженням діастоли, що супроводжується кращим спорожненням лівого передсердя від крові й надходженням до правої половини серця з венозної системи. Вплив на блукаючий нерв викликає сповільнення частоти серцевих скорочень і нормалізацію ритму.
Серцеві глікозиди звужують кровоносні судини внутрішніх органів і розширюють судини мозку, легень і нирок, що призводить до перерозподілу крові та підвищення артеріального тиску. Покращення кров'яного забезпечення супроводжується посиленням обмінних процесів, виведенням отруйних речовин з організму. Вони є сильними діуретичними засобами (особливо препарати наперстянки).
Вже в малих дозах серцеві глікозиди змінюють діяльність серця. Скорочення стають сильнішими, діастола повніша, покращується збудливість і провідність, нормалізується ритмічність скорочень, відновлюється кровообіг. Їхній вплив залежить від виду, віку, статі тварини й патологічного стану серцевого м'яза. Найбільш чітко кардіотонізуюча дія проявляється у собак, котів і коней завдяки сильнішому впливу вагусу на серце у цих тварин. Незначно змінюють вони роботу серця у великої рогатої худоби. На здорове серце глікозиди майже не впливають. При морфологічних змінах серцевого м'яза ефективність серцевих глікозидів зменшується і чим об'ємніші переродження, тим менший лікувальний ефект. При жирових і фібринозних дистрофіях вони не дають лікувального ефекту.

### Виведення з організму
Серцеві глікозиди з різних рослин мають неоднакову стабільність. Одні препарати в організмі руйнуються протягом доби, інші — протягом кількох днів.
У шлунку серцеві глікозиди руйнуються і втрачають активність. Всмоктуються вони в тонкій кишці. Водорозчинні глікозиди строфанту, конвалії погано всмоктуються при пероральному введенні (близько 3 %). Дигітоксин добре розчиняється в ліпідах і не розчиняється у воді, легко всмоктуючись у травному каналі (80…90 %). При пероральному застосуванні фармакологічна активність дигітоксину не менша, ніж при внутрішньовенному введенні. Для прискорення дії серцевих глікозидів їх вводять внутрішньовенно, для зменшення токсичності розбавляють розчином глюкози.
3 організму серцеві глікозиди виводяться з жовчю (10… 20 %), каловими масами в незмінному вигляді або у вигляді метаболітів (30…70 %), незначна частина — із сечею. Повільно виводяться з організму препарати наперстянки (близько 7 % за день), тому вони мають кумулятивні властивості. Інші препарати серцевих глікозидів виводяться швидко і кумулятивними властивостями не володіють.

### Показання до застосування
Серцеві глікозиди застосовують для лікування гострої та хронічної недостатності серця й кровообігу, при застійних явищах, хронічних захворюваннях міокарда, перевтомі серця, гострих інтоксикаціях, кардіосклерозі, миготливій аритмії, набряках і водянках, для регуляції кровообігу під час порушень серцевої компенсації.

### Протипоказання
Протипоказанням для застосування серцевих глікозидів є гострі міо- та ендо-кардити, компенсовані вади серця, дистрофії серцевого м'яза
Серцеві глікозиди з різних рослин різняться не лише за хімічною структурою, а й кількісно-якісним ефектом активності, тривалості дії, кумулятивності. Серед них виділяють препарати групи наперстянки, що мають помірну й тривалу дію; строфанту з сильною і короткочасною дією, та конвалії, горицвіту, жовтушника, які займають проміжне положення.

## Список використаних джерел
1. ↑  (рос.)Хімічна онлайн енциклопедія [Архівовано 2011-02-19 у Wayback Machine.]
2. 1 2  Овчинников Ю. А. Биоорганическая химия.—М.:Просвещение,1987.—815с.:ил.
3. ↑  Серцеві глікозиди. Архів оригіналу за 13 липня 2016. Процитовано 19 травня 2016.
4. ↑  Bagrov A.Y, Shapiro J.I, Fedorova O.V (2009). Endogenous Cardiotonic Steroids:Physiology, Pharmacology, and Novel Therapeutic Targets. Pharmacological Reviews. 61: 9—38. PMID 19325075. (англ.)
5. ↑  Alberts B, Johnson A, Lewis J, Raff M, Roberts K, Walter P (2007). Molecular Biology of the Cell (вид. 5th). Garland Science. ISBN 978-0-8153-4105-5.
6. ↑  Wasserstrom JA, Aistrup GL (2005). Digitalis: new actions for an old drug. Physiol Heart Circ Physiol. 289: 1781—93. doi:10.1152. PMID 16219807. {{cite journal}}: Перевірте значення |doi= (довідка)
7. 1 2 3 4 5 6 7 8 9 10 11 12  Канюка О. І., Скорохід В. Й., Гуфрій Д. Ф. Клінічна ветеринарна фармакологія. — К: В-во УСГА, 1993. — 293 с. ISBN 5-7987-0067-4. [сторінка?]